# The Manhattan Transfer

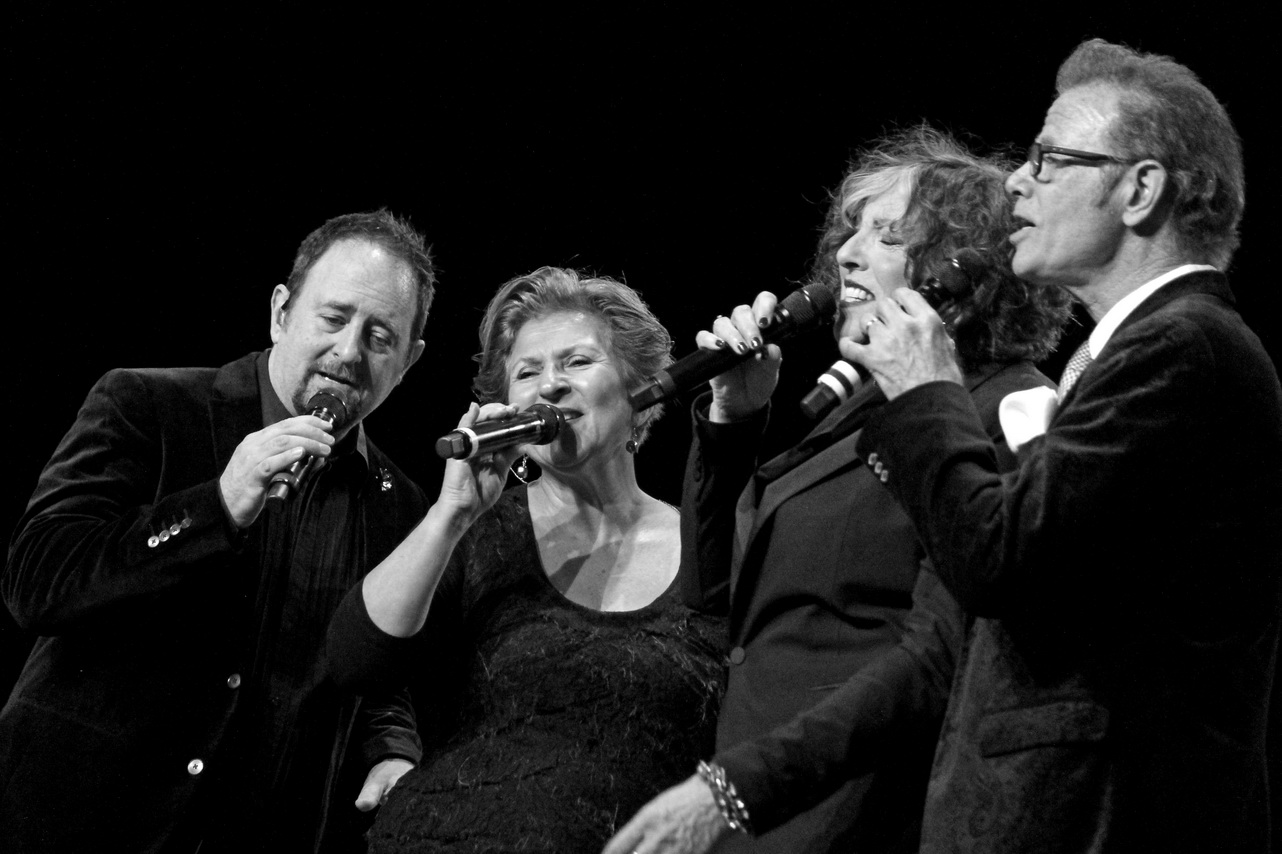
The Manhattan Transfer, 2017 in St. Ingbert (v.l.: Trist Curless, Janis Siegel, Cheryl Bentyne und Alan Paul)

The Manhattan Transfer war eine US-amerikanische Vokalgruppe. Sie wurde 1972 von Tim Hauser (Bass; * 1941 in New York, † 2014) mit Laurel Massé (Sopran; * 1951 in Michigan), Alan Paul (Tenor; * 1949 in New Jersey) und Janis Siegel (Alt; * 1952 in Brooklyn) gegründet.
Das Quartett, einmal umbesetzt, schrieb 1981 Musikgeschichte, als es sowohl einen Grammy für Jazz als auch einen für Pop bekam (Pop für Boy from NY City, Jazz für Until I Meet You).
Sein Name verweist auf den bis 1937 bestehenden Umsteigebahnhof Manhattan Transfer in New Jersey, von dem aus man mit Elektrozügen durch einen Tunnel nach Manhattan gelangte.

## Geschichte
Tim Hauser, der seit 1959 als Sänger arbeitete, hatte bereits 1969 eine Formation unter dem Namen The Manhattan Transfer gegründet, die 1971 das Album Jukin’ 1971 veröffentlichte. Es wird allgemein nicht der Gruppe zugeordnet, da deren Besetzung kurz nach dem Album bis auf Hauser komplett wechselte.
1972 fuhr Hauser zum Lebensunterhalt Taxi und traf dabei auf Mitgründerin Laurel Massé. Sie stieg 1978 wegen eines sehr schweren Autounfalls aus der Gruppe aus. Seit 1979 besetzt statt ihrer die 1954 an der Westküste geborene Cheryl Bentyne den Sopran und gewann somit 1981 den Grammy.
Ein berühmtes Vorbild für ihren kunstvollen A-cappella-Gesangstil war die Gruppe Lambert, Hendricks und Ross um Jon Hendricks aus den 1950er Jahren (etwa die stimmliche Imitation von Instrumenten, das „Vocalese“). Die Anregungen für ihre Songs holen sie sich aus den unterschiedlichsten Bereichen der Jazz- und Popkultur.
Kurz nach Erscheinen ihres ersten Albums 1975 wurden sie in die CBS Show Live eingeladen. Das Album Coming out von 1976 enthielt unter anderem ein Remake des Lieds Chanson d’Amour (zuerst 1958 von Art and Dotty Todd gesungen), das 1977 in Großbritannien und Australien die Nr. 1 wurde und ebenfalls die Top Ten in Deutschland, Norwegen, den Niederlanden usw. erreichte.
Das Album Extensions mit ihrer künftigen „Erkennungsmelodie“ Birdland erhielt 1981 einen Grammy in der Kategorie „Best Jazz Fusion Performance“. Jeweils ein Grammy in der Kategorie Pop für The Boy from New York City und in der Kategorie „Best Jazz Performance, Duo or Group“ für Until I Met You (Corner Pocket) folgte. 1982 gab es einen weiteren Grammy in der Kategorie „Best Jazz Vocal Performance, Duo or Group“ für die Coverversion des Liedes Route 66, die auch im Burt-Reynolds-Film Sharky und seine Profis verwendet wurde, aber erst 1985 auf der LP Bop Doo Wopp erschien. 1983 wurde The Manhattan Transfer für das Lied Why Not! wieder mit einem Grammy in der Kategorie Jazz ausgezeichnet. Das von den Kritikern am besten beurteilte Album Vocalese (1985), das mit dem Count Basie Orchestra unter Leitung von Dennis Wilson entstand, wurde für 12 Grammys nominiert, wovon sie zwei erhielten, einen in der Kategorie „Best Jazz Vocal Performance, Duo or Group“ und einen in der Kategorie „Best Arrangement for Voices“. Brasil erhielt einen Grammy in der Kategorie Pop (insgesamt den zweiten), Sassy 1992 einen weiteren Jazz-Grammy (insgesamt den sechsten). In den mehr als 50 Jahren seines Bestehens erhielt das Quartett achtmal die Grammys-Trophäe; nominiert war sie 14 mal.
Trist Curless ersetzte 2014 den im selben Jahr verstorbenen Tim Hauser.
The Manhattan Transfer gaben ihr letztes Konzert am 15. Dezember 2023 in Los Angeles.

## Diskografie
Studioalben

| Jahr | Titel Musiklabel                     | Höchstplatzierung, Gesamtwochen, AuszeichnungChartplatzierungen (Jahr, Titel, Musiklabel, Platzierungen, Wochen, Auszeichnungen, Anmerkungen) | Höchstplatzierung, Gesamtwochen, AuszeichnungChartplatzierungen (Jahr, Titel, Musiklabel, Platzierungen, Wochen, Auszeichnungen, Anmerkungen) | Höchstplatzierung, Gesamtwochen, AuszeichnungChartplatzierungen (Jahr, Titel, Musiklabel, Platzierungen, Wochen, Auszeichnungen, Anmerkungen) | Höchstplatzierung, Gesamtwochen, AuszeichnungChartplatzierungen (Jahr, Titel, Musiklabel, Platzierungen, Wochen, Auszeichnungen, Anmerkungen) | Höchstplatzierung, Gesamtwochen, AuszeichnungChartplatzierungen (Jahr, Titel, Musiklabel, Platzierungen, Wochen, Auszeichnungen, Anmerkungen) | Höchstplatzierung, Gesamtwochen, AuszeichnungChartplatzierungen (Jahr, Titel, Musiklabel, Platzierungen, Wochen, Auszeichnungen, Anmerkungen) | Anmerkungen |
| Jahr | Titel Musiklabel                     | DE | AT | CH | UK | US | R&B | Anmerkungen |
| ---- | ------------------------------------ | --- | --- | --- | --- | --- | --- | --- |
| 1975 | The Manhattan Transfer Atlantic      | — | — | — | UK49 Gold · (7 Wo.)UK | US33 Gold · (38 Wo.)US | — | Charteintritt in UK erst im März 1977 Produzenten: Ahmet Ertegün, Tim Hauser                                                                                            |
| 1976 | Coming Out Atlantic                  | DE47 (2 Wo.)DE | — | — | UK12 (20 Wo.)UK | US48 (9 Wo.)US | — | Charteintritt in Europa erst 1977 Produzenten: Richard Perry, Tim Hauser                                                                                                |
| 1978 | Pastiche Atlantic                    | — | AT22 (4 Wo.)AT | — | UK10 Gold · (34 Wo.)UK | US66 (10 Wo.)US | — | Produzenten: Tim Hauser, Andy Muson |
| 1978 | Live Atlantic                        | — | — | — | UK4 Platin · (17 Wo.)UK | — | — | aufgenommen in Manchester, Bristol und Hammersmith Odeon London im April/Mai 1978 Produzent: Tim Hauser, Remix: Olympic Studios                                         |
| 1979 | Extensions Atlantic                  | — | — | — | UK63 (3 Wo.)UK | US55 (37 Wo.)US | — | aufgenommen im Dawnbreaker Studio, San Fernando Produzent: Jay Graydon                                                                                                  |
| 1981 | Mecca for Moderns Atlantic           | — | — | — | — | US22 (27 Wo.)US | — | aufgenommen im Dawnbreaker Studio, San Fernando Produzent: Jay Graydon                                                                                                  |
| 1983 | Bodies and Souls Atlantic            | — | — | — | UK53 (4 Wo.)UK | US52 (27 Wo.)US | R&B38 (13 Wo.)R&B | Produzenten: Richard Rudolph, The Manhattan Transfer |
| 1984 | Bop Doo-Wop Atlantic                 | — | — | — | — | US127 (11 Wo.)US | — | Livealbum Produzenten: Richard Perry, Tim Hauser |
| 1985 | Vocalese Atlantic                    | — | — | — | — | US74 (40 Wo.)US | — | Produzent: Tim Hauser |
| 1987 | The Manhattan Transfer Live Atlantic | — | — | — | — | US187 (3 Wo.)US | — | aufgenommen im Nakano Sun Plaza Hotel, Tokio am 20./21. Februar 1986, Produzent: Tim Hauser                                                                             |
| 1987 | Brasil Atlantic                      | DE38 (10 Wo.)DE | — | — | — | US96 (19 Wo.)US | — | Produzent: Tim Hauser |
| 1991 | The Offbeat of Avenues Columbia      | — | AT30 (3 Wo.)AT | — | — | US179 (2 Wo.)US | — | feat. Jeff Porcaro, Mark Isham Produzent: Tim Hauser |
| 1992 | The Christmas Album Columbia         | — | — | — | — | US120 (4 Wo.)US | — | feat. Tony Bennett Produzenten: Johnny Mandel, Tim Hauser |
| 1995 | Tonin’ Atlantic                      | — | — | — | — | US123 (6 Wo.)US | — | mit Frankie Valli, Felix Cavaliere, Bette Midler, Laura Nyro, Smokey Robinson, Phil Collins, Chaka Khan, Ben E. King, Ruth Brown und B. B. King, Produzent: Arif Mardin |

grau schraffiert: keine Chartdaten aus diesem Jahr verfügbar
Weitere Alben
| - 1971: Jukin’ (mit Gene Pistilli; Capitol) - 1984: Man-Tora!: Live in Tokyo (aufgenommen am 22./23. November 1983; Rhino) - 1994: The Manhattan Transfer Meets Tubby the Tuba (mit The Naples Philharmonic und Tommy Johnson; Summit Records) - 1997: Swing (Atlantic) - 2000: The Spirit of St. Louis (Atlantic) - 2003: Got Swing! (Erich Kunzel und Cincinnati Pops Orchestra mit The Manhattan Transfer, John Pizzarelli und Janis Siegel; Telarc Surround) | - 2003: Couldn’t Be Hotter (Telarc) - 2004: Vibrate (Telarc Jazz) - 2004: An Acapella Christmas (Rhino) - 2006: The Symphony Sessions (aufgenommen 3. bis 7. März 2006; King) - 2009: The Chick Corea Songbook (4Q) - 2018: The Junction (BMG) - 2022: Fifty (mit dem WDR Funkhausorchester) |

## Auszeichnungen
Grammy Awards
- 1980: für das Lied „Birdland“ (Beste Jazz-Fusion-Darbietung, Gesang oder instrumental)
- 1981: für das Lied „Until I Met You (Corner Pocket)“ (Beste Jazz-Gesangsdarbietung, Duo oder Gruppe)
- 1981: für das Lied „Boy from New York City“ (Beste Darbietung eines Duos oder einer Gruppe mit Gesang – Pop)
- 1982: für das Lied „Route 66“ (Beste Jazz-Gesangsdarbietung, Duo oder Gruppe)
- 1983: für das Lied „Why Not! (Manhattan Carnival)“ (Beste Jazz-Gesangsdarbietung, Duo oder Gruppe)
- 1985: für das Album „Vocalese“ (Beste Jazz-Gesangsdarbietung, Duo oder Gruppe)
- 1988: für das Album „Brasil“ (Beste Darbietung eines Duos oder einer Gruppe mit Gesang – Pop)
- 1991: für das Lied „Sassy“ (Beste zeitgenössisches Jazzdarbietung)